# 金鼎山镇
金鼎山镇，是中华人民共和国贵州省遵义市红花岗区下辖的一个乡镇级行政单位。

## 行政区划
金鼎山镇下辖以下地区：
牛蹄社区、黄钟村、莲池村、后庄村、金川村、银江村、岩塘村、野里村和板桥村。